# 帕特里奇鎮區 (伊利諾伊州伍德福德縣)
帕特里奇鎮區（英語：Partridge Township）是位於美國伊利諾伊州伍德福德縣的一個行政鎮區。

## 地方資料
根據2010年美國人口普查的數據，帕特里奇鎮區的面積為87.30平方千米，當中陸地面積為67.90平方千米，而水域面積為19.40平方千米。當地共有人口602人，而人口密度為每平方千米6.9人。